# Jan Rebel
Jan Rebel (Huizen, 24 augustus 1885 - Laren (Noord-Holland), 8 september 1961) was een Nederlands architect en interieurontwerper. Rebel is nooit getrouwd geweest. Hij was leermeester van Adam van Vliet die in een later stadium zijn enige zakenpartner werd. 

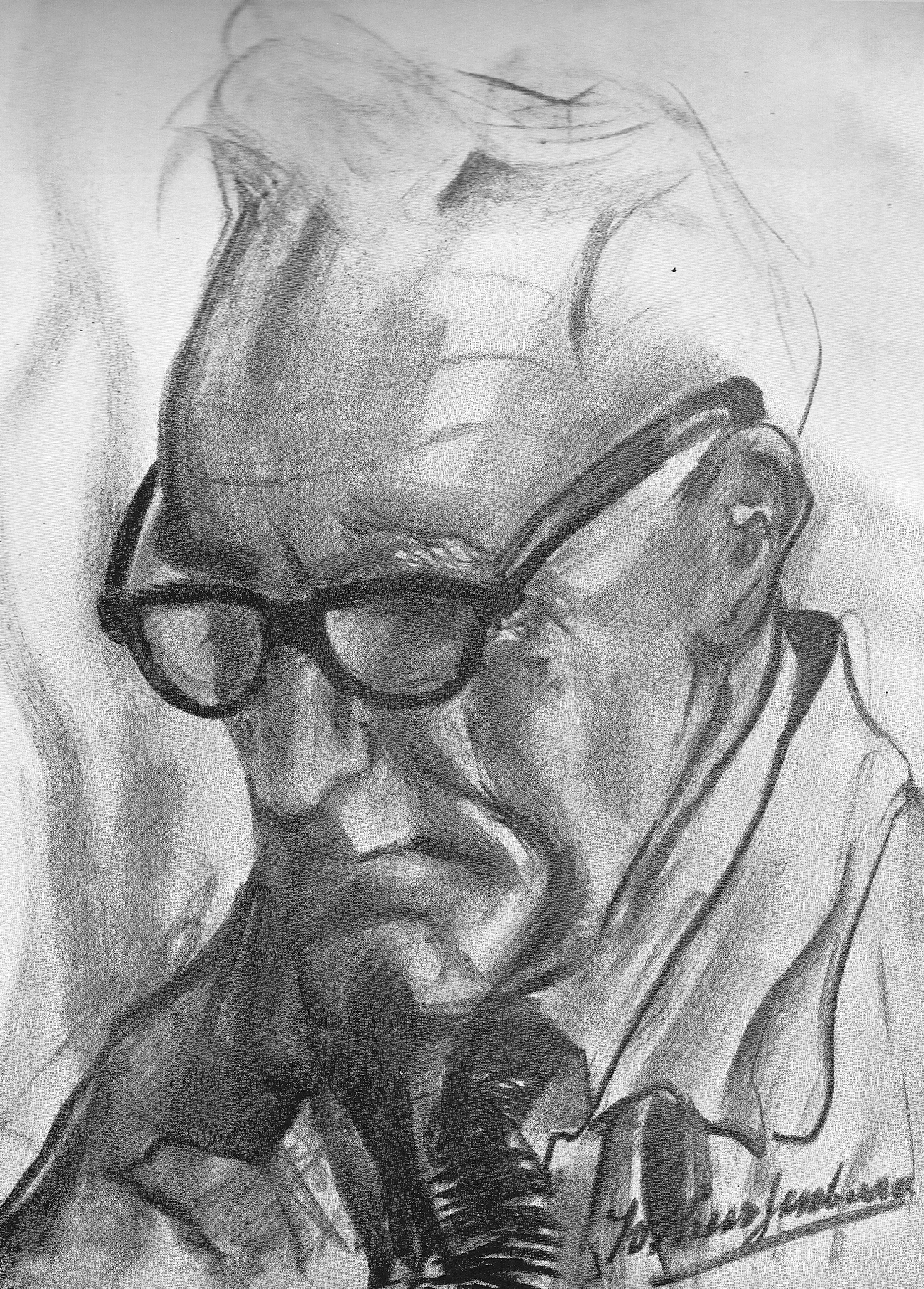
Jan Rebel getekend door kunstenaar Jos Lussenburg Auteursrecht: Jos Lussenburg Foto: Hans Spiess

## Jeugd en opleiding
Rebel was een boerenzoon van echte Erfgooiers uit het Noord-Hollandse Huizen. Na het afronden van de lagere school ging hij naar de ambachtsschool om het timmervak te leren. Al op jonge leeftijd genoot de bouwkunde zijn voorkeur boven landbouwer worden. Na het succesvol verlaten van de ambachtsschool ging Rebel als timmerman werken bij verschillende bouwbedrijven. Op dat moment ontwikkelde hij een steeds sterkere wil om architect te worden. In de avonduren ging hij tekenkundige opleidingen volgen bij de bekende Bussumse architect Gerrit Jan Vos. Niet alleen tekentechnisch wist hij zich hierdoor te bekwamen; ook het bewustzijn van het esthetische aspect zou uiteindelijk een onuitwisbare invloed hebben op zijn toekomstige ontwerpen.

## Carrière
In 1911 richtte Rebel in het kunstenaarsdorp Laren (Noord-Holland) zijn architectenbureau op. Van begin af aan richtte het bureau zich op de bouw van woonhuizen. Op dat moment waren de uitgevoerde opdrachten te classificeren als sociale woningbouw en bescheiden vrijstaande woningen. In 1917 trad Adam van Vliet in dienst bij het bureau. Hij ving aan als tekenaar, maar Rebel bleek een potentiële ontwerper te hebben gescout. Van Vliet en Rebel ontwierpen samen steeds vaker objecten. Gelet op het vernieuwende en aantrekkelijke handschrift verwierf architectenbureau Rebel steeds vaker opdrachten voor villa’s dan wel landhuizen. De stroom aan opdrachten was onophoudelijk.

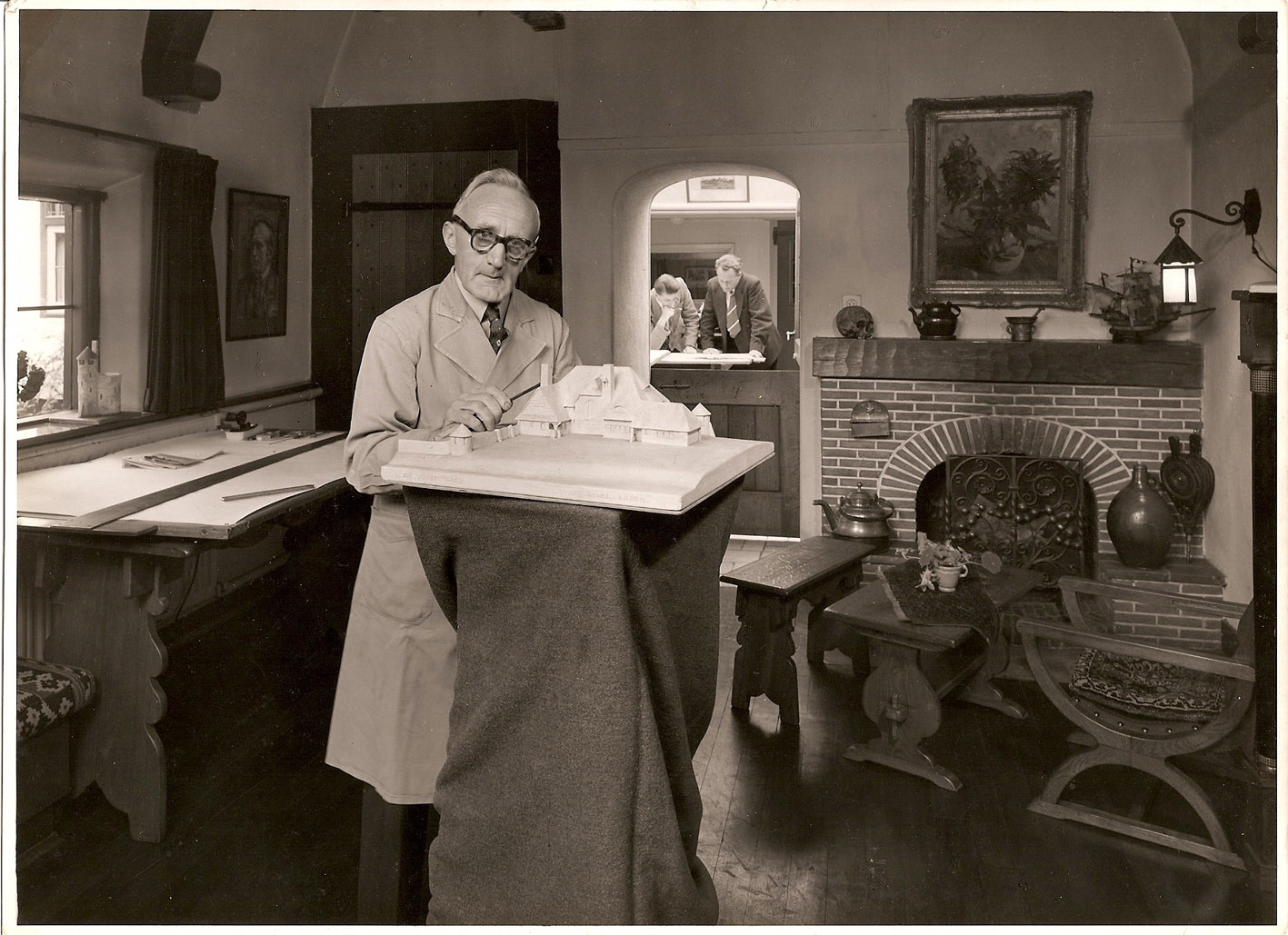
Jan Rebel in zijn kantoor (1949) met de maquette van landhuis 'De Schorrenberg'

Als Rebel in 1961 overlijdt is het voortbestaan van ‘architectenbureau Jan Rebel’ gewaarborgd omdat het werd voortgezet door Adam van Vliet.

## Bekende werken
De opdrachten van Jan Rebel concentreerden zich in het Gooi, de Achterhoek en Noord-Brabant. Er kwamen ook opdrachten uit Canada, België het Verenigd Koninkrijk en voormalig Perzië. 

Bekende werken zijn het Singer museum, het gemeentehuis van Blaricum en het torenkasteeltje ‘De Wolfsdreuvik’ nabij Lage Vuursche. Daarnaast heeft Rebel onder andere gebouwd voor de families Bouvy, Donders, Fritjof Aage Dudok van Heel, Enneking, Van Puijenbroek, Smarius, Stork, Löwik en De Vries Robbé.

## Wetenswaardigheden
Van Vliet werd begin jaren dertig mede-eigenaar van het bureau. Sinds 1929, toen het majestueuze landhuis 't Haspel in Naarden werd gebouwd, waren de werken van ‘architectenbureau Jan Rebel’ enkel van de hand van Adam van Vliet. Desondanks was het Rebel die zijn handtekening op de tekeningen plaatste. Vandaar dat het logisch is dat Jan Rebel als ontwerper werd gezien maar het tegendeel is waar.
Adam van Vliet toonde hoofdzakelijk interesse in het vak architectuur. Om de naam van het bureau om te dopen naar bijvoorbeeld ‘architectenbureau Jan Rebel en Adam van Vliet’ dat interesseerde Van Vliet niet of nauwelijks. Het vak in het bijzonder had voor hem veel meer betekenis.
In 1950 heeft Van Vliet voor zijn 65-jarige compagnon Rebel het boek ‘het bouwen van landhuizen naar werken van Jan Rebel’ laten uitgeven. In het rijkelijk geïllustreerde boek, in een oplage van 2.500 stuks, is een selectie opgenomen van de mooiste werken. De foto’s zijn gemaakt door fotograaf Hans Spies (1905-1973). Voor de tekeningen en teksten was Van Vliet verantwoordelijk, plattegronden van de tuinen werden verder ingetekend door zijn (tweede) vrouw.

## Foto's landhuizen Jan Rebel

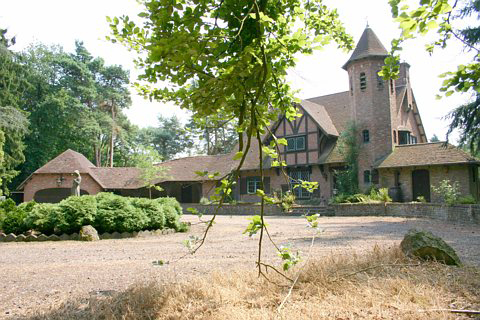
Landhuis 'Het Aalsven' (1952) in Oisterwijk
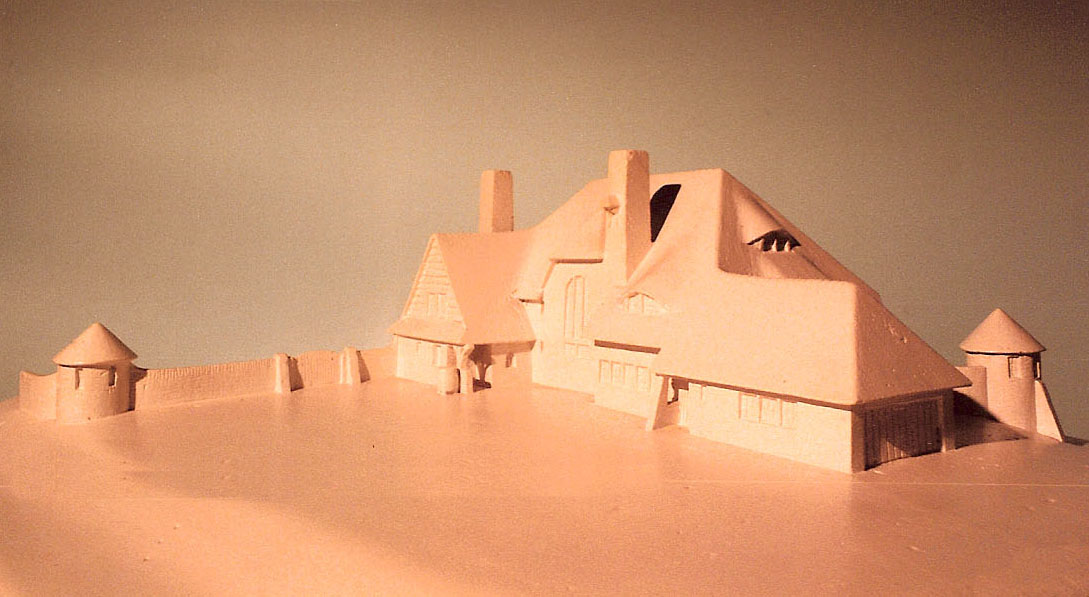
Landhuis 'de Schorrenberg'
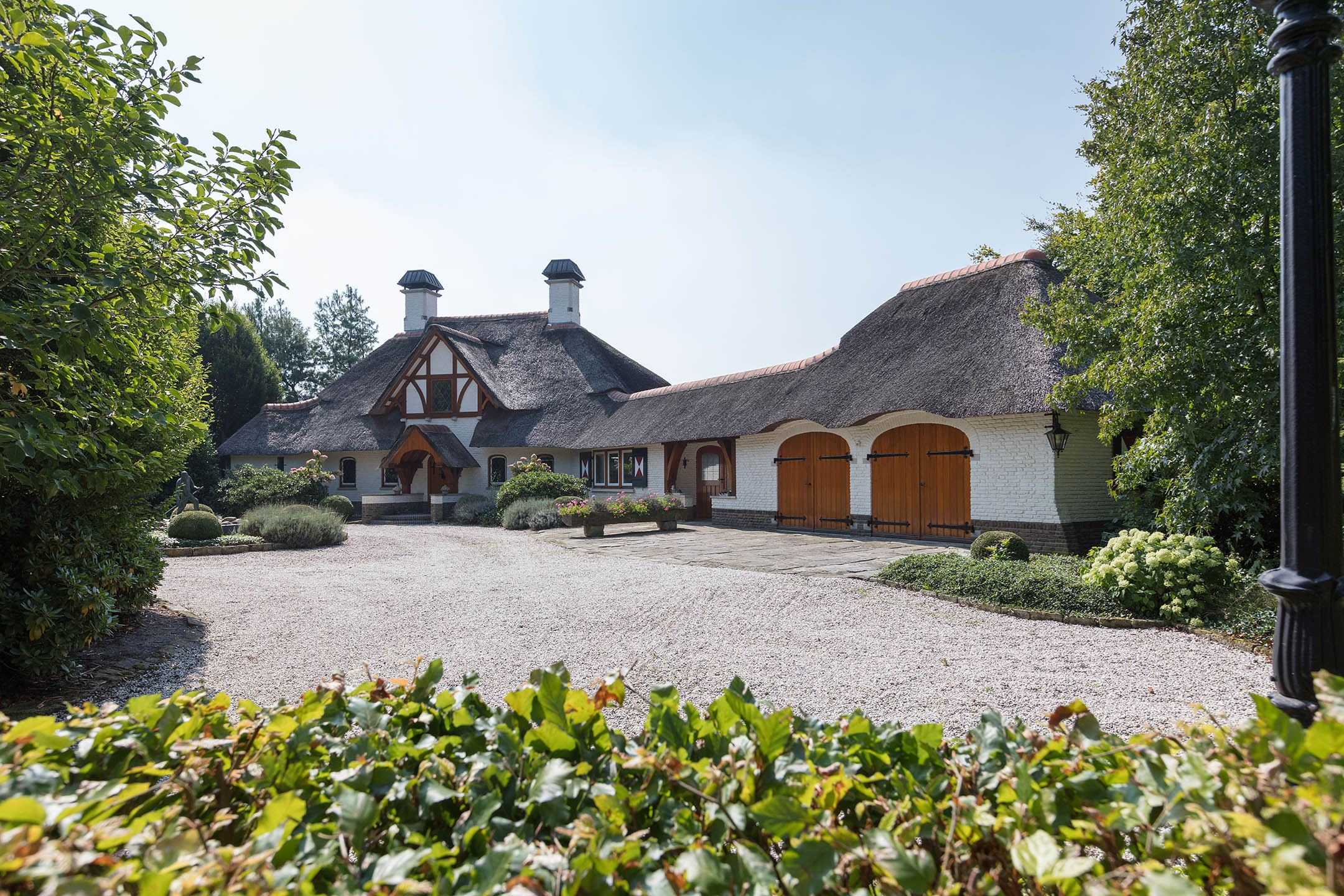
Landhuis in de buurt van Almelo (2000)
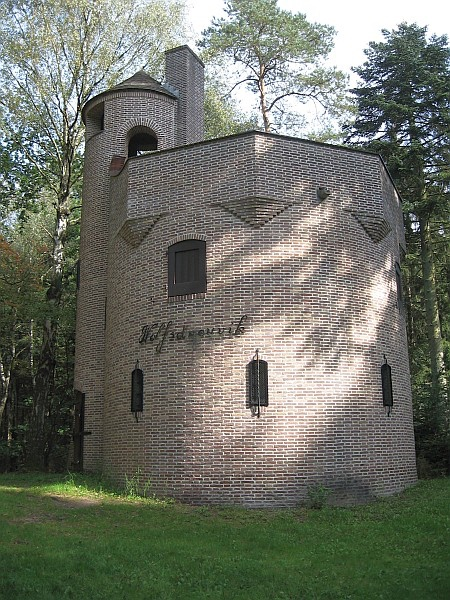
Torenhuisje 'De Wolfsdreuvik' in het Smithuyserbos
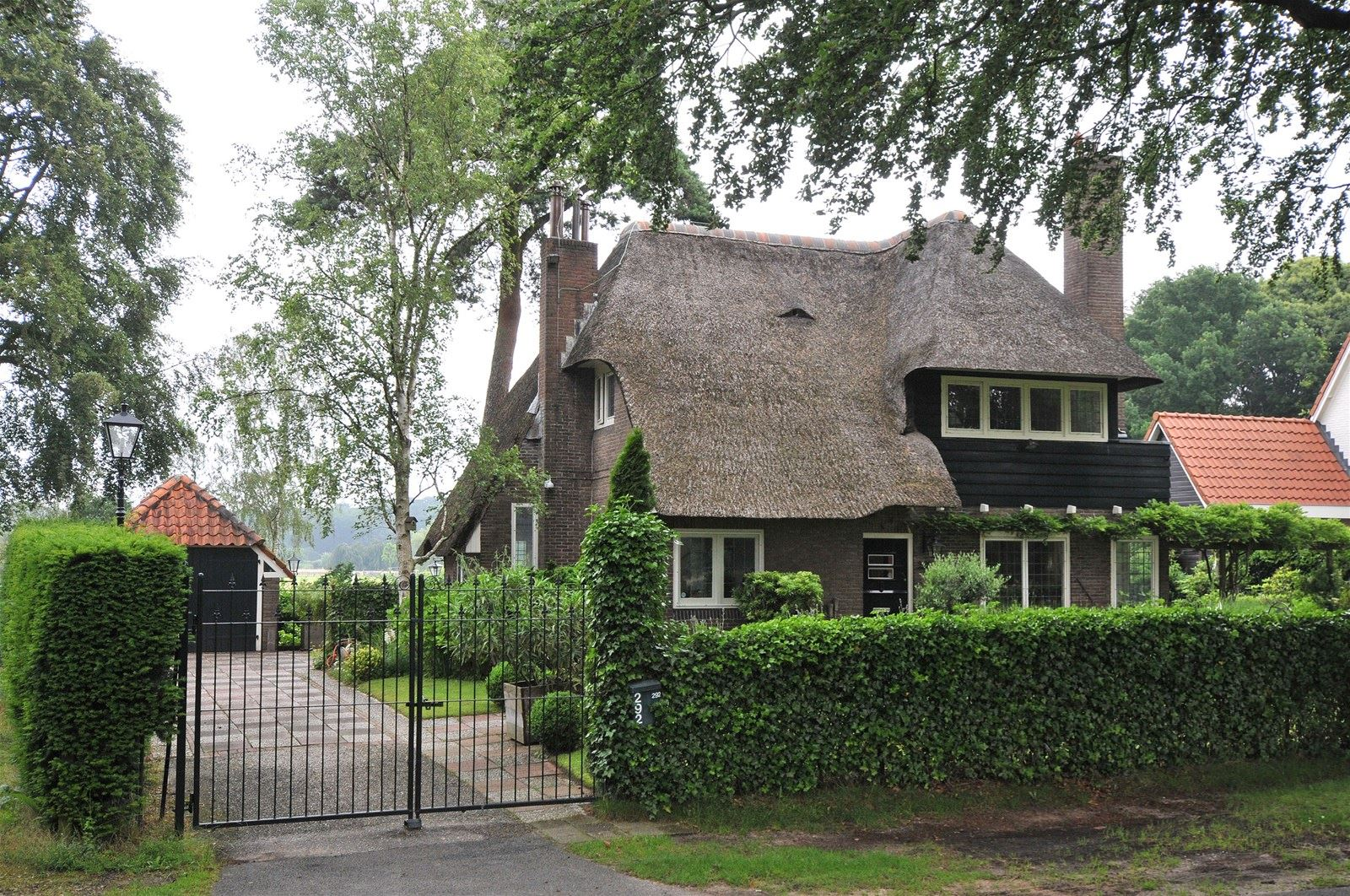
Landhuis aan de Naarderstraatweg in Huizen

## Vernoeming
In Amsterdam is een straat naar Jan Rebel genoemd.